# Циприх, Франтишек

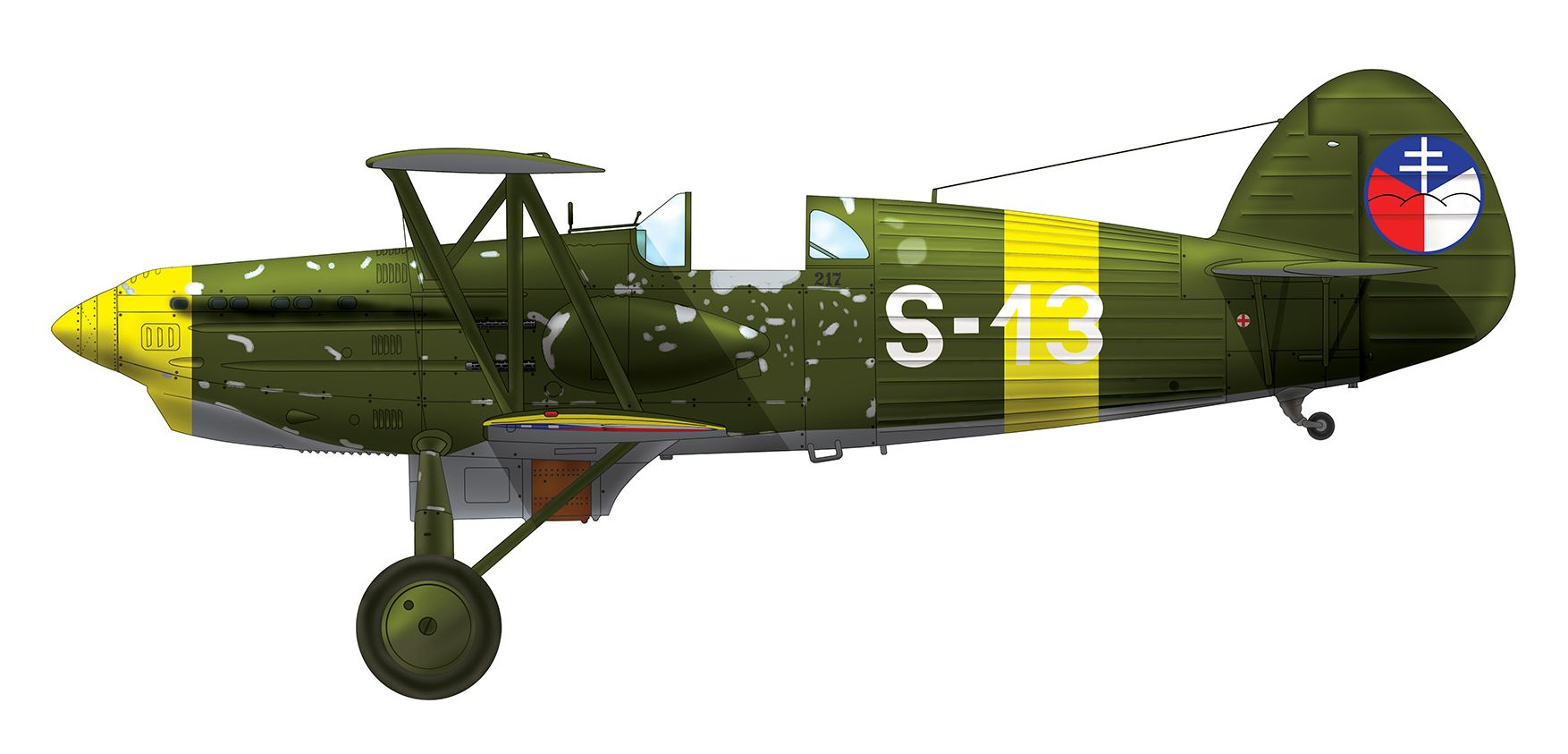
Avia B-534.217, на неё Франтишек Циприх сбив 2 сентября 1944 венгерский Junkers Ju 52/3m.

Франтишек Циприх (словац. František Cyprich; 1 октября 1917, Сврчиновец — 31 января 2009, Тренчин) — словацкий и чехословацкий лётчик Второй мировой войны, ас Словацких воздушных сил (15 побед).

## Краткая биография
В ВВС Словакии с 1939 года, участвовал в войне против Венгрии и Польши, с 1941 года на Восточном фронте. Там одержал 12 побед. Во второй половине 1944 года после начала Словацкого национального восстания перешёл на сторону партизан и одержал первую победу Партизанских ВВС, на своём Avia B-534 сбив 2 сентября 1944 вражеский Junkers Ju 52/3m. Также Циприх стал последним пилотом Второй мировой, одержавшим победу на биплане. После разгрома восстания улетел в СССР.
После войны продолжил службу, в 1958 году в звании подполковника был уволен из ВВС по политическим мотивам. В 1991 году полностью реабилитирован и повышен до полковника резерва. Последние годы прожил в Тренчине.